# Parafia św. Mikołaja w Urzędowie
Parafia Świętego Mikołaja w Urzędowie – parafia rzymskokatolicka w Urzędowie, należąca do archidiecezji lubelskiej i Dekanatu Urzędów.

## Parafia
Do parafii należy 12 miejscowości:

- Bęczyn
- Góry
- Kajetanówka
- Ludwinów
- Łopiennik
- Majdan Radliński
- Mikuszewskie
- Rankowskie
- Skorczyce
- Urzędów
- Zakościelne
- Zakącie

## Historia parafii
Erygowana prawdopodobnie w 1425 r. dzięki Władysławowi Jagielle(?). Poprzednio należała do parafii Dzierzkowice. Do 1864 r., tj. do czasu konfiskaty dóbr kościelnych, proboszcz posiadał folwark (162 morgi), łąki, ogrody – razem ok. 212 mórg. Dochodziły do tego dziesięciny, wyrąb drzewa w lasach itd. Teren pararafii przynależał do diecezji krakowskiej, archidiakonatu zawichojskiego; sam Urzędów był dekanatem, obejmującym w II poł. XVIII w. 21 parafii, 9 od 1997 r. ponownie) Rangę Urzędowa jako środka religijnego podkreślało także istnienie, obok kościoła parafialnego innych świątyń. W XVI w. był tu również drewniany kościół Św. Elżbiety, z fundacji królewskiej, rozebrany pod koniec XVIII w. W pobliżu obecnego cmentarza stała kaplica św. Otylii. Wzmianka o niej pochodzi z XVIII w. Najdłużej funkcjonował kościół Św. Ducha wybudowany w 1447 r. Po pożarze w 1657, postawiono nowy, który rozebrano dopiero w latach 70. XIX w. Był to kościół szpitalny, przy nim istniał dom dla ubogich. Uposażenie ich stanowiło 202 morgi ziemi, sprzedanych w 1883 r. przez Radę Gubernialną Dobroczynności Publicznej, a procent ze złożonej sumy w dalszym ciągu służył na utrzymanie przytułku. Szpital i kościół obsługiwał kapelan. W 1763 r. ks. Józef Marszałkowski, fundator kościoła założył szkołę par. Na terenie parafii działało też bractwo św. Anny i arcybractwo różańcowe. W Urzędowie od dawna rozwijał się kult św. Otylii (jej obraz i kaplica są w kościele par.) Na uroczystości odpustowe przybywały liczne kompanie pielgrzymów.
W parafii pracują od 1957 r. niehabitowe Siostry Sługi Jezusa.
Z parafii pochodzi ponad 70 kapłanów, w tym bp Zdzisław Goliński. Także wielu uczonych, m.in. Józef z Urzędowa, profesor krakowski z XVI w.
Archiwum par. zawiera m.in. księgi z końca XVII w. Dawnych ksiąg wizytacyjnych brak. Kronika par. od 1947 r.